# Río Nutria (seno Skyring)
El río Nutria es un curso natural de agua que fluye en la Región de Magallanes, Chile con dirección general sur hasta desembocar en el extremo noroeste del seno Skyring.

## Trayecto
El río Nutria nace, según un mapa publicado por SERNATUR, al sur del cerro La Silueta de la cordillera Pinto y fluye hacia el sur, siguiendo esa dirección hasta desembocar en la costa norte del seno Skyring.

Ríos entre Río Verde y Puerto Natales

.

## Población, economía y ecología
La conexión vial entre las ciudades de Punta Arenas y Puerto Natales se hacía hasta 2024 sobre la Ruta-9 rodeando por el este y el norte la cordillera Chilena, la cordillera Pinto y la cordillera Vidal (que dan origen a ríos que desembocan en el Pacífico y otros en el Atlántico). En 2024 se está construyendo una ruta que terminara de unir ambas ciudades siguiendo la costa norte del seno Skyring para luego girar hacia el norte y bordear la costa este del fiordo Obstrucción.
Se trata de una senda de penetración, que unirá la Ruta Y-340 desde el sector de seno Obstrucción con la zona de bahía Williams en la ribera norte de seno Skyring, con la Ruta Y-502 Río Pérez.